# Zdziarzec
Zdziarzec – wieś w Polsce, położona w województwie podkarpackim, w powiecie mieleckim, w gminie Radomyśl Wielki. Nazwa Zdziarzec pochodzi od słowa Ździar, ale że dla mieszkańców było zbyt trudno wymawiać to słowo, przekształciło się na Zdziarzec.
W latach 1975–1998 wieś administracyjnie należała do województwa tarnowskiego.
Siedziba rzymskokatolickiej parafii Nawiedzenia Najświętszej Maryi Panny należącej do dekanatu Radomyśl Wielki.

## Integralne części wsi
| SIMC    | Nazwa       | Rodzaj    |
| ------- | ----------- | --------- |
| 0828644 | Podkościele | część wsi |
| 0828650 | Pole        | część wsi |

## Parafia w Zdziarcu
Parafia Zdziarzec ma bogatą historię. Jej powstanie datuje się na I połowę XIV wieku. W archiwum diecezjalnym w Tarnowie znajduje się dokument erekcyjny tej parafii z 1320. Jednak został on uznany za falsyfikat. Od 1325 Zdziarzec należał do rektoratu parafii Książnice. Nieznany z nazwiska rycerz maltański miał wybudować w wiosce drewniany kościół pw. św. Marcina i hojnie go wyposażyć. Źródła kościelne podają, że samoistna parafia powstała w 1350. Kilkakrotnie była ona przyłączana jako kościół filialny do parafii w Rzochowie i Zasowie. W 1776 do parafii w Zdziarcu należały wioski Dulcza Wlk. i Żarówka; liczyła wówczas 1609 wiernych. W 1872 za probostwa ks. Tomasza Turza rozpoczęto budowę nowej świątyni, którą w 1886 konsekrował ks. bp Ignacy Łobos. Nowy kościół poświęcono pw. Nawiedzenia NMP. W 1938 od parafii odłączyła się Dulcza Wlk., pozostawiając tylko kilkanaście domów przysiółka Świerże. W 1944 w wyniku działań wojennych kościół został zrujnowany: wysadzono wieżę, wnętrze spalono, wyposażenie zrabowano – łącznie ze słynącym łaski obrazem Matki Bożej, który później w częściach odzyskano od żołnierzy radzieckich. Jego rekonstrukcji w 1951 dokonał ks. Adam Stachoń. 4 kwietnia 1945 w najtrudniejszym dla kościoła i parafii okresie probostwo objął ks. kanonik Zygmunt Zając, który sprawował tę funkcję do 1988, a zmarł w 1989 i spoczął w kaplicy cmentarnej. Za jego pobytu odnowiono zniszczony kościół, który uroczyście poświęcił 9 lipca 1951 ks. bp dr Jan Stepa. W latach 1970–1985 zbudowano nową plebanię i odbudowano wieżę kościoła. W latach 1983–1988 zbudowano i konsekrowano kościół w Janowcu oraz kaplicę w Żarówce, która jest kościołem filialnym z pełną opieką duszpasterską tutejszej wspólnoty. W 1991 zbudowano kaplicę cmentarną, a w latach 1992–1994 zmieniono pokrycie dachowe kościoła, odnowiono elewację i rozpoczęto budowę nowego ogrodzenia. Kościół pw. Nawiedzenia NMP w Zdziarcu jest kościołem bez wyraźnych cech stylowych, jednonawowy, z wydłużonym prezbiterium zamkniętym trójbocznie, przebudowanym w 1925, do którego dobudowano zakrystię. Wnętrze zostało nakryte stropem płaskim. Polichromia wnętrza, ornamentalna i figuralna w tradycji secesyjnej, namalowana została w 1950. Wyposażenie wnętrza stanowią 4 ołtarze tradycyjne i jeden soborowy oraz chrzcielnica z końca XIX wieku. W ołtarzu głównym znajduje się obraz Matki Bożej z Dzieciątkiem oparty na niderlandzkim pierwowzorze z XV-XVI w. Obraz ten zwany obrazem Matki Bożej Zdziarzeckiej ma do dziś ogromny kult i wielu uważa go za łaskami słynący. W roku 2005 rozpoczęto remont generalny wnętrza świątyni – wymieniono instalacje elektryczne, oświetlenie i nagłośnienie. Gruntownej renowacji poddano główny ołtarz, odnowiono malowidła ścienne oraz sufit.